# Myrmornis torquata
Il formicario alifasciate (Myrmornis torquata (Boddaert, 1783)) è un uccello passeriforme della famiglia Thamnophilidae. È l'unica specie nota del genere Myrmornis.

## Distribuzione e habitat
Vive in Nicaragua, Panama, Colombia, Ecuador, Guyana francese, Guyana, Suriname, Brasile, Venezuela e Perù.
Il suo habitat naturale sono le foreste amazzoniche di pianura.

## Tassonomia
Sono note le seguenti sottospecie:
- Myrmornis torquata torquata (Boddaert, 1783)
- Myrmornis torquata stictoptera (Salvin, 1893)